# The Collectors
The Collectors es un cuento de fantasía y terror escrito por Philip Pullman. Forma parte de la serie La Materia Oscura, situándose cronológicamente entre los eventos de Once Upon a Time in the North y Luces del Norte. Fue concebido como un audiolibro para la plataforma Audible, pero posteriormente fue publicado en septiembre de 2022.

## Origen
Originariamente, Pullman escribió este relato como una clásica “historia de fantasmas”; no obstante, el enfoque cambió cuando la empresa Audible sugirió al autor que el relato estuviese conectado con La Materia Oscura. La idea fue bien recibida por Pullman, creyendo que esta extraña combinación no sólo funcionaría bien, sino que además le daría la oportunidad de seguir escribiendo sobre la Señora Coulter.
“Concebí la idea de estos dos coleccionistas de arte y su breve contacto con uno de los personajes que siempre me ha gustado escribir, la Sra. Coulter. Y nadie puede conocer a la Sra. Coulter sin salir herido" - Philip Pullman.
El audiolibro fue publicado exclusivamente por Audible Studios el 10 de diciembre de 2014, contando con la narración del actor británico Bill Nighy. Tras su lanzamiento, se publicó una versión e-book producida por RHCP Digital en marzo de 2015 y una versión impresa que fue editada por Penguin Random House en septiembre de 2022, con numerosas ilustraciones de Tom Duxbury.

## Argumento
Una noche de diciembre de 1970, dos coleccionistas de arte llamados Horley y Grinstead, discuten en una universidad de Oxford sobre dos singulares piezas de arte que Horley acaba de adquirir: una espeluznante escultura de bronce de un mono y un extraño retrato de una joven mujer que fue realizado hace ochenta años. En palabras de Horley, ambos objetos fueron creados de manera separada, pero siempre han acabado juntos a lo largo de las décadas; y lo que es más extraño, se dice que varias personas que poseyeron esos objetos fueron halladas muertas en extrañas circunstancias. 
Esto intriga a Grinstead, el cual, pide observar el retrato de la joven mujer. Horley accede y conduce a Grinstead a sus aposentos, donde ha depositado el cuadro. Una vez en el despacho de Horley, Grinstead se queda impactado al ver la pintura, reconociendo a la joven del retrato como Marisa van Zee, una antigua amante que, según narra, procedía de otro mundo. Cuando Horley pone en duda el relato de su amigo, Grinstead le explica que existen infinidad de mundos (por ejemplo, uno donde el alma de las personas tiene forma de animal) y que muchos de ellos están conectados a través de grietas o ventanas que permiten el paso entre unos y otros; si bien, el tiempo en cada mundo transcurre de manera diferente, por lo cual, pudo conocer a la mujer décadas atrás. Sobrecogido por la historia de Grinstead, Horley empieza a enfermar, y Grinstead le pide que le enseñe la escultura del mono, la cual, se haya protegida dentro de una caja de madera repleta de clavos. A medida que Horley va retirando los clavos y las tapas metálicas de la caja, su salud empeora y sus fuerzas van mermando poco a poco. Incapaz de terminar la labor, Horley pide a Grinstead que tome el relevo, y éste consigue sacar finalmente la escultura del mono de la caja, dejándola al descubierto. Horley la observa horrorizado y termina por vomitar en el suelo.
Sintiendo que se está quedando sin aire, Horley pide a Grinstead que baje al piso inferior a pedir ayuda. Sin embargo, éste sale al patio a fumar, mientras espera tranquilamente a que Horley muera. Cuando vuelve al dormitorio, el coleccionista ya ha fallecido y Grinstead aprovecha para robar el cuadro, guardándolo en un maletín, pero dejando encima del escritorio la estatua de mono, prometiendo volver a por ella. Al salir de la universidad, Oxford se halla envuelta en una profunda niebla, y es tan poca la visibilidad que hay en las calles, que Grinstead acaba siendo atropellado por un taxi, muriendo en el acto. Días después, el cuadro es recuperado y depositado de nuevo en el escritorio de Horley, justo al lado de la espeluznante figura de mono.

## Problemas de Continuidad
A pesar de ser considerado como parte de la serie La Materia Oscura, The Collectors presenta numerosas incongruencias con el canon establecido; especialmente en lo referente a las leyes espacio-temporales. De acuerdo con la trilogía La Materia Oscura, el tiempo transcurre de la misma manera en todos los mundos (al menos en aquellos donde se desarrolla la acción); no obstante, Grinstead afirma en este relato que el tiempo en cada universo es diferente, habiendo una separación de décadas entre nuestro mundo y al que pertenece la señora Coulter.
Asimismo, el mono dorado que suele acompañar a la Señora Coulter en La Materia Oscura no es mencionado en ningún momento de esta historia, ni tan siquiera aparece representado en el retrato de la joven Marisa. Este hecho, sumado a que el nombre completo de Marisa tendría que ser Marisa Delamare en vez de Marisa van Zee, parecen sugerir que esta Marisa se trataría en realidad de una variante suya del multiverso, en vez de la señora Coulter que conocemos en los libros.
Posiblemente, estas discrepancias entre The Collectors y La Materia Oscura se deben a que esta historia no fue pensada como una entrega “canónica” dentro de este universo, sino más bien como un relato propio que pudiera beneficiarse de sus diversas conexiones con éste. Dicho lo cual, ésta es una historia que podría haber sucedido o no durante los eventos de los libros, según la interpretación de los lectores.